# Ihor Rejzlin
Ihor Dmytrowycz Rejzlin (ukr. Ігор Дмитрович Рейзлін; ur. 7 lutego 1984 w Benderach) – ukraiński szpadzista, brązowy medalista olimpijski i trzykrotny medalista mistrzostw świata.
W 2000 roku zdobył brąz drużynowo na mistrzostwach świata juniorów w South Bend.
Wystartował na igrzyskach olimpijskich w Tokio, gdzie wywalczył brązowy medal w rywalizacji indywidualnej. Wyprzedzili go tylko Francuz Romain Cannone i Węgier Gergely Siklósi. Na tej samej imprezie reprezentacja Ukrainy zajęła szóste miejsce w zawodach drużynowych. 
Brązowy medal zdobył również na rozgrywanych w 2019 roku mistrzostwach świata w Budapeszcie, plasując się za Siklósim i Rosjaninem Siergiejem Bidą. W rywalizacji drużynowej Ukraińcy w składzie: Anatolij Herej, Roman Swiczkar, Ihor Rejzlin i Bohdan Nikiszyn zdobyli srebrny medal. Ponadto na mistrzostwach świata w Kairze w 2022 roku ponownie był trzeci indywidualnie, tym razem plasując się za Cannone i Japończykiem Kazuyasu Minobe.
Zdobył także srebrny medal w zawodach drużynowych na mistrzostwach Europy w Lipsku w 2010 roku.